# Amaurobius scopolii
Amaurobius scopolii är en spindelart som beskrevs av Thörell 1871. Amaurobius scopolii ingår i släktet Amaurobius och familjen mörkerspindlar. Inga underarter finns listade i Catalogue of Life.